# 5136 Baggaley
Az 5136 Baggaley (ideiglenes jelöléssel 1990 UG2) a Naprendszer kisbolygóövében található aszteroida. Robert H. McNaught fedezte fel 1990. október 20-án.